# Bennie Museum

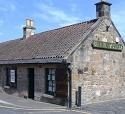
Bennie Museum

Das Bennie Museum ist ein Museum in der schottischen Stadt Bathgate in der Council Area West Lothian. Das traditionelle Cottage, in welchem es eingerichtet ist, wurde 1998 in die schottischen Denkmallisten in der Denkmalkategorie C aufgenommen.

## Ausstellung
Das 1989 eröffnete Museum wird von einem gemeinnützigen Verein betrieben. Das kleine Museum befasst sich mit der Lokalgeschichte Bathgates. Es sind verschiedene Themengebiete abgedeckt, in denen sowohl alltägliche Gegenstände aus vergangenen Jahrhunderten als auch Werkzeuge aus der regionalen Industriegeschichte gezeigt werden. Ergänzend werden geschichtliche Informationen zu den Themengebieten gegeben.

## Beschreibung
Das Bennie Museum liegt an der Mansefield Street im Zentrum von Bathgate. Die ältesten Teile der langgezogenen Reihe an Cottages stammt aus dem 18. Jahrhundert. Die jüngsten wurden spätestens Mitte des 19. Jahrhunderts errichtet. Die Einzelgebäude wurde zu einer Einheit zusammengefasst. Das Satteldach des einstöckigen, traufständigen Gebäudes ist mit roten Dachziegeln eingedeckt. Lediglich ein kleiner Streifen oberhalb der Traufe ist mit Schiefer eingedeckt. 1988, mit der Einrichtung des Museums, wurde das Gebäude restauriert.